# الاردت (تنسی)
الاردت(به انگلیسی: Allardt) شهری در ایالت تنسی کشور ایالات متحده آمریکا است که جمعیت آن در سرشماری سال ۲۰۱۰ میلادی، ۶۳۴ نفر بوده‌است.